# Ofensiva de Daraa suroccidental (febrero de 2017)
La ofensiva de Daraa suroccidental (febrero de 2017) fue lanzada por una afiliada de EIIL , el Ejército Khalid ibn al-Walid , en el suroeste de Siria, cerca de los Altos del Golán y en la frontera con Israel y Jordania. 

## La ofensiva

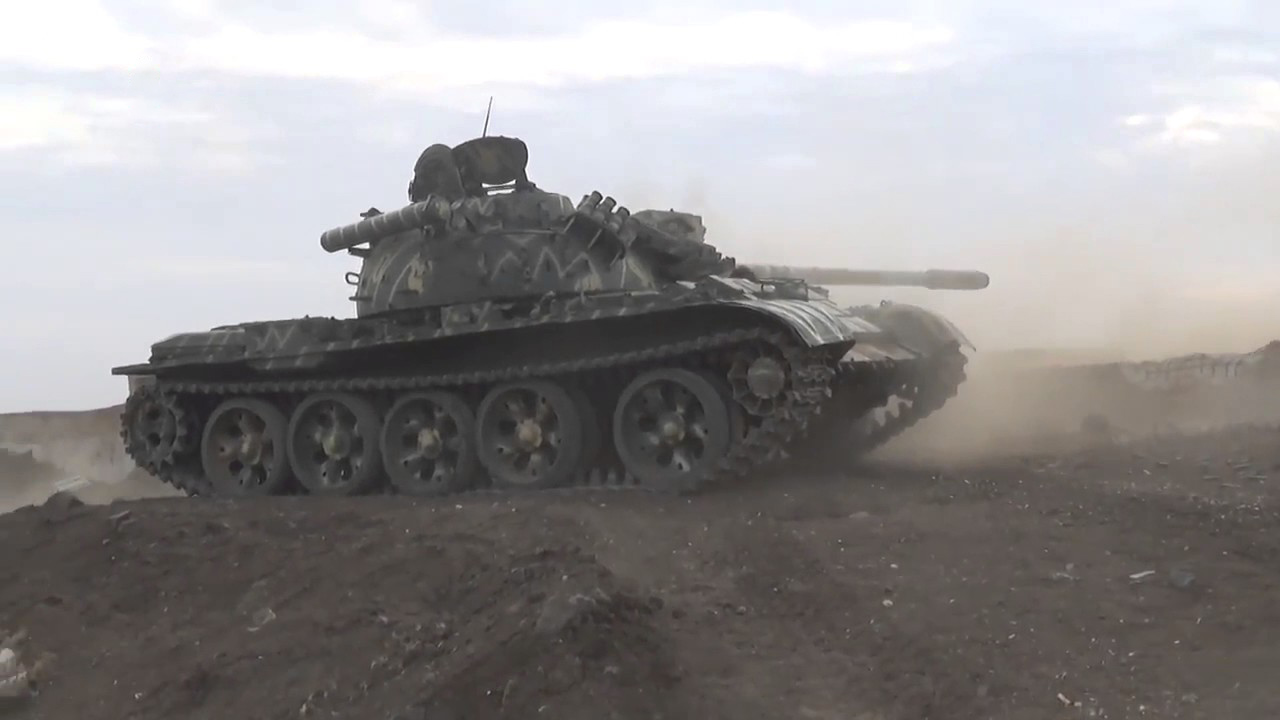
Un T-55 operado por el Frente Sur del Ejército Sirio Libre en combate durante la ofensiva Daraa occidental en 2017.

En preparación para la ofensiva, miembros de tres facciones rebeldes a cambio de dinero suministraron secretamente inteligencia y municiones a la afiliada de EIIL.  Los partidarios reclutados del EIIL, que incluían empleados municipales, mujeres y niños de tan solo 12 años, también habían ayudado a contrabandear armas y material en el enclave asediado del EIIL.
El 20 de febrero de 2017, el ejército de Khalid ibn al-Walid aprovechó la reorientación de personal por parte de los rebeldes para una ofensiva en la ciudad de Daraa y lanzó su ofensiva a gran escala que los llevó a capturar Tasil , así como a otras cuatro ciudades y pueblos y una colina.  Los rebeldes lograron recapturar solo dos pueblos.
La ofensiva comenzó unas pocas horas después de la medianoche del 19 de febrero, cuando el Ejército Khalid ibn al-Walid pirateaba las comunicaciones de la FSA y, haciéndose pasar por comandantes de la FSA, anunció que se habían violado las líneas rebeldes en tres ciudades, incluida Tasil.  Dijeron a las unidades rebeldes que se retiraran porque el EIIL ya había capturado los pueblos.  Al mismo tiempo, los simpatizantes del EIIL en el territorio controlado por los rebeldes tomaron el control de los sistemas de megafonía en las mezquitas de las aldeas y anunciaron que el EIIL tenía el control, mientras que los miembros de las células durmientes del EIIL, que no eran más de 10 por cada aldea, atacaron los rebeldes desde atrás crearon la impresión de que la ruptura de las líneas rebeldes había tenido lugar.  Esto llevó a la retirada de la mayoría de las fuerzas rebeldes.  La colina que fue capturada, fue la cima estratégica de Tal Al-Jamou que domina Tasil.  Tenía 15 puestos rebeldes, cada uno tripulado por dos o tres luchadores.  Las fuerzas del EIIL avanzaron a través de los postes, matando a rebeldes que eran demasiado lentos para huir.
El 22 de febrero, las fuerzas del EIIL capturaron tres áreas más, incluida una antigua base del Ejército.   En este punto, desde el inicio de la ofensiva, 132 personas habían muerto en los combates, en su mayoría combatientes.  Los muertos incluyeron algunos rebeldes capturados que fueron decapitados.  Tres días después, EIIL se apoderó de dos aldeas más.  Con este avance, EIIL casi había duplicado el tamaño de su territorio en el área desde el inicio de la ofensiva.
El 27 de febrero, los rebeldes recapturaron dos aldeas y se informó inicialmente que también retomaron la cima de la colina de Tal Al-Jamou.  Sin embargo, el ataque rebelde en la colina sostenida por el EIIL fue repelido después de una emboscada del EIIL de las fuerzas rebeldes que dejó 31 combatientes rebeldes muertos.

## Secuelas
A fines de febrero de 2017, los rebeldes de 16 facciones diferentes afiliadas a la FSA formaron la Sala de Operaciones Nawa en un intento de sofocar los avances del Ejército Khalid ibn al-Walid.  El 7 de marzo, un nuevo ataque rebelde que intentó recuperar dos aldeas del EIIL fue repelido, y la Agencia de Noticias Amaq del EIIL informó que 19 combatientes rebeldes murieron.  El 19 de marzo, según EIIL, el Frente Sur y Tahrir al-Sham intentaron asaltar nuevamente las dos aldeas, pero su ataque fracasó y Jaysh Khaled bin Walid mantuvo el control de las aldeas.
El 15 de abril, otro asalto rebelde fue frustrado por Jaysh Khalid ibn al-Walid entre las ciudades de Tasil y Tafas , matando a 17 combatientes rebeldes e hiriendo a 30 más.  Los combates continuaron hasta el 17 de abril, los rebeldes fueron emboscados y, según la Agencia de Noticias Amaq de EIIL, sufrieron grandes bajas, con 25 muertos y 27 heridos.
El 8 de mayo, el ejército de Khalid ibn al-Walid repelió un feroz asalto del Frente Sur que incluía armas pesadas y tanques, lo que provocó la muerte de 17 combatientes del Frente Sur y 15 heridos más.  El 15 de mayo, Jaysh Khalid Ibn al-Walid rechazó otra ofensiva del Frente Sur, lo que aparentemente provocó la decapitación de varios combatientes del Frente Sur, según imágenes distribuidas por el EIIL.
El 11 de junio, estallaron combates entre facciones del Frente Sur en medio de temores de deserciones al Ejército Khalid ibn al-Walid en las ciudades de Inkhil y Maaraba y el Paso de la Frontera Nasib .  Fuentes militares sirias informaron que alrededor de 200 combatientes del Frente Sur desertaron al grupo alineado con EIIL durante el año pasado. 15 de junio se produjo otro intento de romper las líneas de defensa de Jaysh Khalid Ibn al-Walid por el Frente Sur a través de la colina Adwan y, una vez más, el intento fue frustrado, lo que resultó en la muerte de dos militantes del Frente Sur, según los medios locales de ISIL .
El 7 de septiembre, combatientes alineados con el EIIL de Saifullah al-Maslul asaltaron al-Abdali y al-Majahid, lo que provocó la captura inmediata de ambos.  Sin embargo, el Frente Sur reagrupó y recapturó las aldeas antes del amanecer del 8 de septiembre a expensas de 6 de sus militantes muertos y 1 capturado por el grupo vinculado al EIIL.
En las primeras horas del 18 de abril de 2018, el ejército de Khalid ibn al-Walid lanzó otra ofensiva contra los rebeldes en Saham al-Jawlan y otras aldeas de la zona.  Después de un día de lucha, los rebeldes volvieron a capturar las aldeas perdidas en el ataque, y más de 40 combatientes de ambos bandos murieron.